# Judith et Holopherne (film, 1909)
Pour les articles homonymes, voir Judith et Holopherne.
Pour plus de détails, voir Fiche technique et Distribution.
Judith et Holopherne est un film muet français réalisé par Louis Feuillade, sorti en 1909.

## Distribution
- Renée Carl : Judith
- Christiane Mandelys
- Léonce Perret
- Alice Tissot
- Maurice Vinot